# Ruohtesjávrásj
Ruohtesjávrásj, enligt tidigare ortografi Ruotesjauratj, är en sjö i Jokkmokks kommun i Lappland och ingår i Luleälvens huvudavrinningsområde. Sjön har en area på 0,0602 kvadratkilometer och ligger 899 meter över havet. Ruohtesjávrásj ligger i Sarek Natura 2000-område.

## Delavrinningsområde
Ruohtesjávrásj ingår i det delavrinningsområde (749173-156883) som SMHI kallar för Mynnar i Sjnjuftjutisjåkkå. Medelhöjden är 1 109 meter över havet och ytan är 36,4 kvadratkilometer. Det finns inga avrinningsområden uppströms utan avrinningsområdet är högsta punkten. Niakjåkåtj som avvattnar avrinningsområdet har biflödesordning 3, vilket innebär att vattnet flödar genom totalt 3 vattendrag innan det når havet efter 384 kilometer. Avrinningsområdet består mestadels av kalfjäll (96 procent). Avrinningsområdet har 0,06 kvadratkilometer vattenytor vilket ger det en sjöprocent på 0,2 procent. Delavrinningsområdet täcks till 4,09 procent av glaciärer, med en yta av 1,4906 kvadratkilometer.